# Кременчуцький коледж транспортної інфраструктури
Кременчуцький коледж транспортної інфраструктури — один із найстаріших вищих навчальних закладів України І рівня акредитації Полтавської області. Коледж є суто технічним залізничним навчальним закладом, що готує спеціалістів для залізничної галузі.
Попередні назви:
- Кременчуцьке технічне залізничне училище (1878—1907)
- Кременчуцький технікум механічної спеціальності (1907—1925)
- Кременчуцька технічна школа механічної спеціальності (1925—1931)
- Кременчуцький технікум залізничного транспорту (1931—2014)
- Кременчуцький коледж транспортної інфраструктури (з 2014)

## Історія

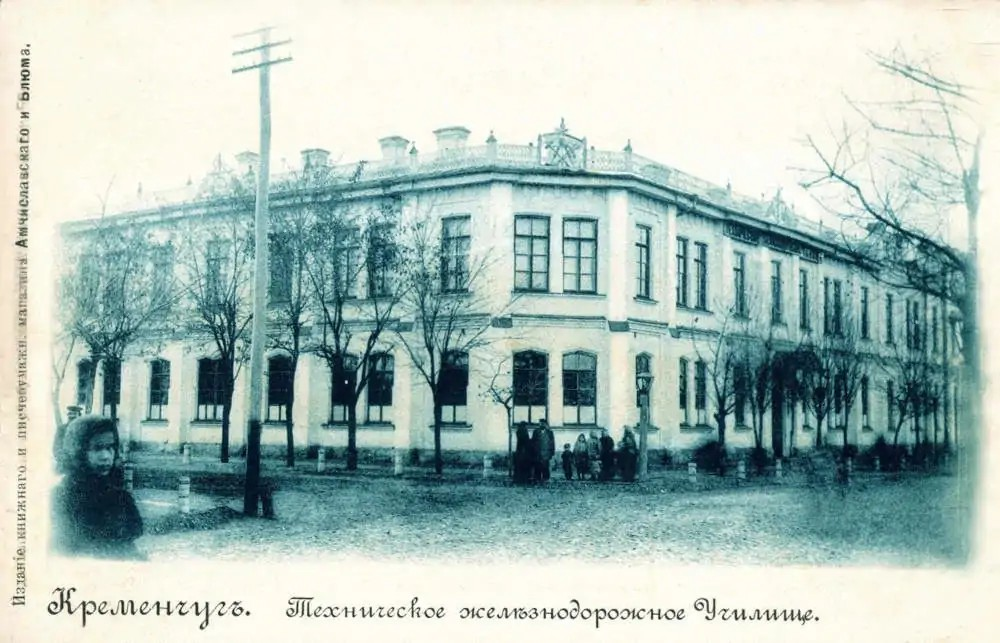
Технічне залізничне училище на початку XX століття

Кременчуцький коледж транспортної інфраструктури заснований в 1878 році, як технічне залізничне училище (Архівна довідка Центрального Державного історичного архіву). 
У 1878 році в зв'язку з потребами Харківсько-Миколаївської залізниці Крюківським товариством було відкрите  Кременчуцьке технічне залізничне училище. Спочатку училище винаймало приміщення, а з 1880 року перейшло у будинок, споруджений за рахунок училищного фонду
У 1881 році була випущена перша група спеціалістів
За дореволюційний період навчальним закладом було підготовлено 1028 фахівців за спеціальністю «Паровозна тяга». За час свого існування навчальний заклад декілька разів змінював свою назву і статус.
У приміщенні училища у 1903 р. була відкрита домова церква святителя Миколая Чудотворця
В 1904 році було побудовано новий корпус, в якому технікум знаходиться і сьогодні.
У 1907 році Кременчуцьке технічне залізничне училище перейменовано у Кременчуцький технікум механічної спеціальності. Після жовтневої революції 1917 року на базі технічного училища був створений технікум залізничного транспорту,  в 1925 р. він став Кременчуцькою технічною школою, і лише з  1931 року технічну школу знов було перейменовано в технікум. 
У червні-серпні 1941 року Кременчуцький технікум залізничного транспорту працював, незважаючи на канікулярний час. 
З 1941 по 1943 роки під Німецько-радянської війни, технікум працював в евакуації у місті Тамбов. Під час окупації у технікумі фашисти влаштували один з таборів для радянських військовополонених. З визволенням Кременчука від німецької окупації технікум повертається до Кременчука і веде підготовку кадрів за двома спеціальностями — «Паровозне господарство» і «Вагонне господарство».
З 1931 року по 2013 рік — Кременчуцький технікум залізничного транспорту. А з 2014 року — Кременчуцький коледж транспортної інфраструктури.
У 2004 р. на території залізничного технікуму відкритий пам’ятний знак «Жертвам фашизму».
У вересні 2014 р. технікум залізничного транспорту став коледжем транспортної інфраструктури

## Навчальний процес
Коледж готує молодших спеціалістів для потреб залізничного транспорту та промислових підприємств України на базі основної і повної середньої освіти за спеціальністю 273 «Залізничний транспорт» та за 3-ма освітніми програмами:
- Технічне обслуговування, ремонт та експлуатація тягового рухомого складу
- Технічне обслуговування і ремонт вагонів
- Обслуговування і ремонт залізничних споруд та об'єктів колійного господарства

## Відомі випускники
- Борищак Олексій Андрійович (1979—2014) — підполковник (посмертно) Збройних сил України, учасник російсько-української війни, загинув під Іловайськом.
- Кривонос Петро Федорович — начальник Південно-Західної залізниці.

У цій будівлі навчалися Герої Соціалістичної Праці К.І.Даниленко, В.Г.Камірний, П.Ф.Кривонос, С.М.Примак, Н.С.Шаповал.
У 1989 р. на будівлі технікуму була розміщена чавунна меморіальна дошка, присвячена цим випускникам